# Svor
Svor är en ort i Tjeckien. Den ligger i den norra delen av landet, 80 km norr om huvudstaden Prag. Svor ligger 429 meter över havet och antalet invånare är 637.
Terrängen runt Svor är kuperad åt nordväst, men åt sydost är den platt. Terrängen runt Svor sluttar söderut.Runt Svor är det ganska tätbefolkat, med 75 invånare per kvadratkilometer. Närmaste större samhälle är Česká Lípa, 12,5 km söder om Svor. I omgivningarna runt Svor växer i huvudsak blandskog.